# Federació Catalana de Judo i Disciplines Associades
La Federació Catalana de Judo i Disciplines Associades és l'organisme rector que promou, ordena, gestiona i coordina el judo i les seves disciplines associades a Catalunya. Forma part de la Unió de Federacions Esportives de Catalunya.

## Història
El judo va arribar a Catalunya a principis dels anys cinquanta de la mà del francès d'origen polonès Henri Birnbaum, un deixeble del mestre Mikonosuke Kawasaki, que va inaugurar a Barcelona el 15 de gener de 1951, l'Acadèmia de Judo i Jujutsu, posteriorment convertida en el Club Judo Barcelona. La Delegació Catalana de Judo presidida per Enric Padrós, va néixer dins de la Federació Espanyola de Lluita el 1952 i ja el 1953 s'organitza la primera edició del Campionat de Catalunya. El 1958 el Palau d'Esports de Barcelona va acollir el Campionat d'Europa, on per primera vegada es van separar els participants per pesos (lleugers, mitjans i pesants) i en el qual Espanya va obtenir quatre bronzes. El 1965 es crea la Federació Catalana de Judo i de Disciplines Associades que tenia també cel karate, i el taekwondo. El 1986 la federació s'oficialitza i el 1991 organitza el Campionat del Món de judo a Barcelona. Actualment regula l'activitat esportiva del judo, jujutsu, defensa personal, aikido, kendo, wushu, nihon-taijitsu. Vetlla per la formació d'àrbitres i tècnics, organitza seminaris, cursos federatius i internacionals. Entre les seves activitats hi ha el programa Judoxics per a la promoció d'aquest esport entre els infants.

## Presidents

### Enric Padrós Mayol (1965-1966)
Es va introduir en el món del judo a principis dels anys cinquanta en el Club Judo Barcelona i va arribar a cinturó negre. Va formar part de la Delegació Catalana de Judo des de la seva creació l'any 1952, i a partir d'aquell moment va treballar perquè aquest esport tingués una federació pròpia i així a finals de desembre de 1965 s va convertir en el primer president de la recent creada Federació Catalana de Judo.

### Pere Maria Voltes Bou(1966-1968)
Reconegut periodista, escriptor, historiador, economista, advocat i professor universitari, va presidir la federació entre el mes d'agost de 1966 i novembre de 1968 en una etapa de gran expansió d'aquest esport, que va triplicar el seu nombre de llicències i es va introduir amb èxit a les escoles.

### Josep Lluís Ventura Soler (1968-1971)
Esportista polifacètic, va ser jugador de waterpolo, campió de tir olímpic, i practicant del tennis, la natació, el submarinisme i el judo, en què va ser medallista de bronze en l'Europeu Júnior de 1969. També va destacar com a àrbitre internacional i professor de la secció de judo del Tir Nacional de Barcelona, així com l'anima mater del club ASAYDA, creat pel Col·legi Oficial de Metges de Barcelona. Abans d'arribar a la presidència, havia estat metge i vicepresident en les juntes directives d'Enric Padrós i Pere Maria Voltes. Va deixar el càrrec quan va ser nomenat vicepresident primer de la Federació Espanyola.

### Albert Amat Sospedra (1971-1973)
Era membre de la junta directiva sota la presidència d'Albert Amat i va prendre possessió del càrrec el 16 de juny de 1971. Es va mantenir en la presidència fins al mes de maig de 1973. Durant el seu mandat va crear el prestigiós Trofeu Internacional Festes de la Mercè en col·laboració amb l'Ajuntament de Barcelona, va posar en marxa la Lliga Catalana i va organitzar nombroses competicions internacionals contra seleccions regionals franceses.

### Manuel Marco Saila (1973-1981)
Cinturó negre de judo i taekwondo, va presidir la Federació Catalana entre el 1973 i el 1981. També va ser vicepresident (1978-1987) de la Federació Espanyola, que va presidir en funcions a finals de 1978 quan va morir el president Martín Peña. Però va arribar més lluny en el món del taekwondo, disciplina depenent inicialment de la Federació de Judo. El 1974 va ser elegit membre del Comitè Executiu de la Federació Mundial (WTF), el 1976 secretari general de la Unió Europea (ETU), i el desembre de 1986 president de la Federació Espanyola de Taekwondo, que es va independitzar del judo i el 1987 va ser reconeguda pel Consejo Superior de Deportes. Va presidir la FET fins al 1997 i durant el seu mandat també va ser elegit president de l'ETU (1991) i vicepresident de la WTF (1992).

### Josep Pons Fort(1981-1984)
Va ser president entre 1981 i 1984. Va començar a practicar el judo quan tenia 18 anys i ben aviat es va fer un nom en aquest esport, va ser cinc vegades campió d'Espanya, medalla de bronze a l'Europeu que es va disputar a Barcelona el 1958 i l'únic representant espanyol en el primer Campionat del Món que va tenir lloc el mateix any a Tòquio. També va ser àrbitre, director tècnic i dirigent de la secció de judo del FC Barcelona entre 1960 i 1962. El mateix 1962 va fundar i dirigir la secció de judo del Tir Nacional i el 1966 va fer el mateix, amb el Club Judo Sant Jordi, que va donar grans campions.

### Emili Serna Díez(1984-2003)
Excampió de Catalunya i d'Espanya, va accedir a la presidència de la Federació Catalana l'any 1984 i, després de diverses reeleccions, es va mantenir en el càrrec fins al 2003. Va fundar el Club Águilas de Barcelona, d'on van sorgir molts tècnics i esportistes. També va ser vicepresident de la Unió de Federacions Esportives de Catalunya, vicepresident de la Federació Espanyola, director de Disciplines Associades de la Federació Espanyola, vocal de la Federació Europea de Jujutsu i vocal del Consejo Superior de Deportes, càrrecs que li van comportar nombroses distincions.

### Pedro Maria Ruiz Uriarte (2003-2011)
Es va iniciar en el judo en un club de Bilbao l'any 1965 i va arribar a ser subcampió d'Espanya. Traslladat a Catalunya, es va vincular amb el Club Judo Chowa de Terrassa, del qual va ser director tècnic i professor, i va posar en marxa un portal d'internet dedicat al món del judo. El càrrec de president de la Federació Catalana li va obrir també les portes a formar part de la Federació Espanyola. Del seu mandat cal destacar el seu constant treball per a augmentar el nombre de llicències, tant de judo com de les seves disciplines associades, el trasllat de la seu federativa a un local cedit per l'Ajuntament de Badia del Vallès, la posada en marxa el projecte de la Casa del Judo i les Disciplines Associades, i la constitució d'una delegació a les Terres de l'Ebre.

### Fermí Parra Berguices (2011-)
Cinturó negre de judo i jujutsu, àrbitre i entrenador nacional d'aquestes dues disciplines, va ser elegit president el 18 de juny de 2011, per un període de sis anys. va estar durant molts anys vinculat a la federació primer com a responsable del departament d'arbitratge i més tard com a coordinador de les seves disciplines associades, càrrec que va ocupar durant el primer mandat de Pedro María Ruiz i des del qual va donar un gran impuls al jujutsu, nihon-taijutsu, kendo, aikido i wushu. Entrenador nacional de judo des de 1971, també és director tècnic del Judo Verneda de Barcelona, que ha donat molts èxits al judo i al jujutsu català.